# Scott Loach
Scott James Loach (ur. 27 maja 1988 w Nottingham) – angielski piłkarz występujący na pozycji bramkarza w Rotherham United. W latach 2009–2011 występował w reprezentacji Anglii do lat 21.

## Kariera klubowa
Loach karierę rozpoczynał w zespole Ipswich Town oraz Lincoln City. W 2006 roku przeszedł do Watford za 50 tysięcy funtów. Latem 2007 roku Loach mógł trafić do Leeds United, jednak transfer nie doszedł do skutku.
We wrześniu tego samego roku został wypożyczony na jeden miesiąc do Stafford Rangers. Okres wypożyczenia został później przedłużony do trzech miesięcy. Łącznie w zespole Stafford Rangers rozegrał 11 spotkań. W styczniu 2008 roku został wypożyczony na jeden miesiąc do Morecambe. Rozegrał tam dwa ligowe spotkania, po czym po dwóch tygodniach pobytu w Morecambe powrócił do Watfordu. 28 stycznia został wypożyczony do końca sezonu do Bradford City, aby zastąpić tam Donovana Rickettsa. Łącznie do 4 maja rozegrał w Bradford 20 meczów.
12 sierpnia 2008 roku Loach zadebiutował w Watford w meczu Pucharu Ligi z Bristol Rovers (wygranym 1:0). 20 września po raz pierwszy zagrał w ligowym meczu – zastąpił Marta Pooma w zremisowanym 2:2 spotkaniu Football League Championship z Reading. Łącznie w sezonie 2008/2009 wystąpił 31 razy. Do stycznia 2012 roku był podstawowym bramkarzem Watford, kiedy to stracił miejsce w pierwszym składzie na rzecz Tomasza Kuszczaka, wypożyczonego z Manchesteru United.
19 lipca 2012 roku Loach podpisał kontrakt z Ipswich Town.

## Kariera reprezentacyjna
W lutym 2009 roku został powołany przez Stuarta Pearce’a na mecz kadry U-21 z Ekwadorem. W spotkaniu tym, przegranym przez Anglię 3:2, wszedł z ławki rezerwowych w 88 minucie i zastąpił Toma Heatona.
W maju znalazł się w składzie na Mistrzostwa Europy do lat 21. Anglia dotarła do finału, w którym przegrała z Niemcami; Loach nie był podstawowym zawodnikiem na tym turnieju.
10 sierpnia 2010 roku został powołany na towarzyski mecz dorosłej reprezentacji z Węgrami w miejsce kontuzjowanego Bena Fostera.